# Mohammad Ali Shah Qajar
Mohammad Ali Shah Qajar (tiếng Ba Tư: محمدعلی شاه قاجار; 21 tháng 6 năm 1872 - 5 tháng 4 năm 1925, San Remo, Ý), là vị vua thứ sáu của triều đại Qajar và Shah of Ba Tư (Iran) từ 8 tháng 1 năm 1907 đến 16 tháng 7 năm 1909.

## Tiểu sử
Mohammad Ali Shah Qajar đã bị phán đối dựa trên hiến pháp đã được phê chuẩn trong triều đại của cha ông, Mozaffar ad-Din Shah Qajar. Năm 1907 Mohammad Ali đã giải tán quốc hội và tuyên bố Hiến pháp bị bãi bỏ vì nó trái với luật Hồi giáo. Ông bắn phá Majles (quốc hội Ba Tư) với sự hỗ trợ quân sự và chính trị của Nga và Anh.
Vào tháng 7 năm 1909, các lực lượng ủng hộ Hiến pháp đã diễu hành từ các tỉnh của Ba Tư đến Tehran do Sardar As'ad, Sepehdar A'zam, Sattar Khan, Bagher Khan và Yeprem Khan, đã phế truất Shah và tái lập hiến pháp. Vào ngày 16 tháng 7 năm 1909, quốc hội đã bỏ phiếu để đưa con trai 11 tuổi của Mohammad Ali Shah, Ahmad Shah lên ngai vàng. Mohammad Ali Shah thoái vị sau Cách mạng Hiến pháp mới và từ đó ông được nhớ đến như một biểu tượng của chế độ độc tài.
Sau khi trốn sang Odessa, Nga (ngày nay là Ukraine), Mohammad Ali đã lên kế hoạch trở lại quyền lực. Năm 1911, ông quay lại tấn công tại Astarabad, Ba Tư, nhưng lực lượng của ông đã bị đánh bại. Mohammad Ali Shah trở về Nga, sau đó vào năm 1920 đến Constantinople (Istanbul ngày nay) và sau đó đến San Remo, Ý, nơi ông qua đời vào ngày 5 tháng 4 năm 1925 (bur. Đền thờ Imam Husain, Karbala, Iraq). Mọi Shah của Ba Tư kể từ Mohammad Ali đều chết lưu vong.
Con trai và người kế vị của ông, Ahmad Shah Qajar là vị quân vương cuối cùng của triều đại Qajar.